# Élisabeth Vincent
Pour les articles homonymes, voir Vincent.
Élisabeth Vincent est une orthophoniste française spécialiste du bégaiement. Elle est vice-présidente de l'Association Parole Bégaiement (APB).

## Biographie
Orthophoniste exerçant en cabinet libéral, Élisabeth Vincent est l'autrice de plusieurs ouvrages de vulgarisation publiées aux éditions Milan, notamment sur le bégaiement. Ses recherches et ses ouvrages sur le bégaiement font référence dans le milieu de l'orthophonie ou de la logopédie francophone,,,,.
En tant que spécialiste de ce trouble, elle est devenue vice-présidente de l'Association Parole Bégaiement (APB). Créée en 1992 par l'orthophoniste Anne-Marie Simon et le médecin François Le Huche, l'APB rassemble plus de 800 adhérentes et adhérentes, thérapeutes et personnes atteintes de bégaiement et confondues, afin d'informer les personnes concernées, les professionnels et le grand public sur le sujet et afin de stimuler la recherche scientifique sur les causes du bégaiement et les méthodes de rééducation possibles.
Au nom de cette association, Élisabeth Vincent participe à des colloques spécialisés et sensibilise à travers les médias le public français à la question du bégaiement et de sa prise en charge, ainsi que des bonnes pratiques à adopter par les parents et l'entourage des enfants présentant ce type de trouble du langage.

## Publications
- Le Bégaiement : La parole désorchestrée, Éditions Milan, coll. Les Essentiels Milan, 2004, 63 p.  (ISBN 2745915088 et 978-2745915085)
- La Mémoire : Ses mécanismes et ses troubles, Éditions Milan, coll. Les Essentiels Milan, 2005, 63 p.  (ISBN 274591989X et 978-2745919892)
- La Dyslexie, Éditions Milan, coll. Les Essentiels Milan, 2007, 63 p.  (ISBN 2745926810 et 978-2745926814)
- « Image de soi, regard de l'autre » chez le sujet bègue, coord. Élisabeth Vincent, Éditions L'Harmattan, 2009, 294 p.  (ISBN 2296102166 et 978-2296102163)
- Les Émotions, Éditions Milan, coll. Les Essentiels Milan, 2010, 63 p.  (ISBN 2745937421 et 978-2745937421)
- Le Bégaiement, Éditions Milan, coll. Les Essentiels Milan, 2013, 86 p.  (ISBN 2745915088 et 978-2745915085)
- Aider son enfant à parler et communiquer : 50 fiches contre le bégaiement et le bredouillement, avec Véronique Aumont-Boucand, Éditions De Boeck Université, coll. 50 fiches, 2019, 192 p.  (ISBN 2353274463 et 978-2353274468)